# Aeroportul Sydney/J.A. Douglas McCurdy
Aeroportul Sydney/J.A. Douglas McCurdy (IATA: YQY, ICAO: CYQY) este un aeroport din Cape Breton⁠(d), Noua Scoție, Canada ce deservește zona Sydney⁠(d). Aeroportul a fost tranzitat în 2019 de 174.052 de pasageri.
Situat la o altitudine de 62 m, aeroportul dispune de o singură pistă.